# Ilomska
Ilomska je najveća desna pritoka Ugra, Bosna i Hercegovina.

## Vodotok
Izvire na Vlašiću, u području zvanom Prelivode. Protječe između obronaka Žežničke grede (1477 m) i Javorka (1499 m). Ima izuzetno krivudav tijek oko Lisine (1494 m), Runjavice (1316 m) i Petrova polja. Pri ušću Male Ilomske, ispod Petrova polja (selo Nikodinovići) ima nekoliko krivina pod jako velikim kutovima, koji su određeni konfiguracijom matične stijene korita. Najveće desne pritoke su Manatovac i Mala Ilomska te Crna rijeka (lijeva). 

## Priroda i ekologija
Ilomska teče kroz četinjačke šume planinske visoravni, čije su uzvisine obrasle smrekom i jelom. U ovim ekosustavima obitavaju karakteristične planinske vrste biljaka i životinja u Dinaridima. Na obroncima Lisine i Tovarnice nalaze se bogati pašnjaci.
Čista planinska voda Manatovca je iskorištena za vodoopskrbu Skender Vakufa, što je znatno osiromašilo vodotok Ilomske i narušilo okolne ekosustave. Tome doprinosi i višedesetljetna prekomjerna eksploatacija okolnog šumskog blaga.
U kanjonu između Korićanskih stijena nalaze se dva atraktivna vodopada (veliki i mali). Veliki vodopad je visok čak oko 40 m, a potpuno je neupadljiv s okolnog područja.

## Povijesni kontekst
U II. svjetskom ratu uz Ilomsku je vodio značajan koridor za komunikaciju partizanskih jedinica srednje Bosne s ostalim područjima. Tijekom rata 1992. – 1995., uz duboku provaliju Korićanskih stijena strijeljano je preko 200 Bošnjaka i Hrvata, 21. kolovoza 1992.